# Musée départemental de la Seine-et-Marne
Le Musée départemental de la Seine-et-Marne est un musée de société établi dans la commune de Saint-Cyr-sur-Morin dans le département français de Seine-et-Marne.

## Introduction
Département très rural à l'origine, la Seine-et-Marne a vu sa population tripler en un demi-siècle en raison de développement de l'agglomération parisienne et de l'implantation de deux villes nouvelles : Marne-la-Vallée et Sénart. Ce département figure parmi les plus dynamiques pour ce qui est de la démographie. Mais alors que toute la frange ouest très urbanisée fait désormais partie de l'agglomération parisienne, le Sud et l'Est du département restent encore très ruraux. C'est dans cette zone - située au nord-est, dans la vallée du Petit Morin - qu'est implanté le musée de la Seine-et-Marne.

## Choix du lieu
Le musée occupe les murs d'un ancien hôtel-restaurant, à l'enseigne de L'Auberge « La Moderne », construit en pierre meulière issue de la vallée du Petit Morin.
Son dernier propriétaire a collectionné les instruments ruraux. L'ensemble a été acquis en 1985 par la collectivité publique.
Le lieu est retenu depuis le 4 juillet 2018 au titre du label Patrimoine d'intérêt régional.

## Ethnographie et patrimoine
Ce musée de société dont le territoire de référence est la Seine-et-Marne rassemble une collection de plus de 20 000 objets, en grande partie issus de collectes ethnographiques sur des patrimoines ou des faits de société passés ou contemporains (approvisionnement, mariage, immigration, travail, industrie, agriculture, etc.). C'est l'un des cinq musées dépendant du Conseil départemental de Seine-et-Marne avec le Musée départemental Stéphane Mallarmé à Vulaines-sur-Seine, le Musée départemental de Préhistoire d'Île-de-France à Nemours, le Musée départemental de l'École de Barbizon à Barbizon, et le Jardin-musée départemental Bourdelle d'Égreville à Égreville.
L'exposition permanente présente les activités anciennes de la société rurale seine-et-marnaise : agriculture, élevage, artisanat, petites industries, exploitation des matières premières. Elle est complétée par un jardin de plantes utiles et une oseraie conservatoire.

## Collection Mac-Orlan
Le musée rend également hommage à Pierre Mac-Orlan (1882-1970) et conserve 8000 pièces de collections, faisant de cet équipement la première collection publique sur l'écrivain du fantastique social. Celui-ci vécut quarante ans à Saint-Cyr-sur-Morin où il a écrit une grande partie de son œuvre. La salle qui lui est consacrée regroupe des photographies, des manuscrits, des éditions originales illustrées et des enregistrements sonores et vidéos qui permettent de découvrir la personnalité et le travail de cet écrivain.
Depuis septembre 2009, sa maison au hameau des Archets se visite sur réservation. L'écrivain disait en 1934 : « Cette petite maison, que j'habite toute l'année est tellement bien ajustée à mon corps qu'elle me complète comme un vêtement de chasse ou de golf, un vêtement où l'on se trouve à l'aise sans le remarquer et peut être sans savoir pourquoi ».

## Expositions
- Du 10 juillet au 2 septembre 2012, les photographies de Nicolas Frémiot : photographe depuis la fin des années 1980, Nicolas Frémiot s'est d'abord attaché au portrait pour questionner les rapports sociaux. Puis, en 1991, il réalise sa première déambulation dans les îles bretonnes. Cette démarche inaugure un nouveau rapport aux paysages, qu'il traverse à pied, pour mieux aller à leur rencontre, s'en imprégner pour mieux les recréer selon son propre désir. cette exposition est le fruit d'un travail réalisé à partir d'une marche à travers l'Île-de-France le long de GR situé en milieux urbains et ruraux.
- Du 15 septembre au 23 décembre 2012 : le photographe seine-et-marnais François Thion présente ses derniers travaux photographiques, compositions abstraites réalisées à partir de fragments figuratifs (peaux de vaches, reflets sur l'eau, bois coupés, horizons, plumes, etc.). Ainsi, au regard de ces œuvres, chacun peut laisser libre cours à son imagination, et reconstruire ce qu'il décide de voir.
- De mars 2013 jusqu'à fin juin 2014 : "Poses travail", photographies de Guy Hersant sur des métiers pratiqués sur le territoire seine-et-marnais.
- Du 6 avril au 21 décembre 2014: Bernard Ascal - Chercheurs de signes. Le musée propose une sélection d’œuvres couvrant 40 années de la production artistique de Bernard Ascal dans laquelle se croisent peinture surréaliste, poésie et composition musicale.
- Du 7 juillet au 26 septembre 2014: Atelier biodiversité. Partez en balade avec un pack d'observation accompagné d'un animateur. Explorez la nature locale. Dans votre sac à dos, un livret sur la flore, un parapluie japonais, une loupe de terrain... Puis vous serez initiés à la manipulation d'outils de laboratoire. À l'aide de loupes binoculaires, votre regard sur les insectes va changer.
- Du 13 juillet au 16 septembre 2014: "Sous nos pieds la terre, la vie". Savez-vous que dans un gramme de sol, il y a plus d'êtres vivants que de Parisiens? Une exposition richement illustrée se tient au musée tout l'été pour découvrir cette vie méconnue. Elliot la Taupe vous accompagne à travers un parcours ludique pour les plus jeunes: petites histoires, quiz, idées d'expériences, initiatives d'engagements pour la planète.
  - Dominique A, une enfance en Seine-et-Marne – 2015 : exposition construite à partir du livre « Y revenir » que l’auteur-compositeur a écrit sur son enfance à Provins.
  - La Nature à l’œuvre – 2016 : dialogue entre un naturaliste et 4 photographes sur les interactions en termes de biodiversité.
  - Souvenirs mécaniques – 2016 : compréhension ludique d’une ferme betteravière à partir de 50 maquettes animées conçues par un ouvrier agricole.

## Galerie

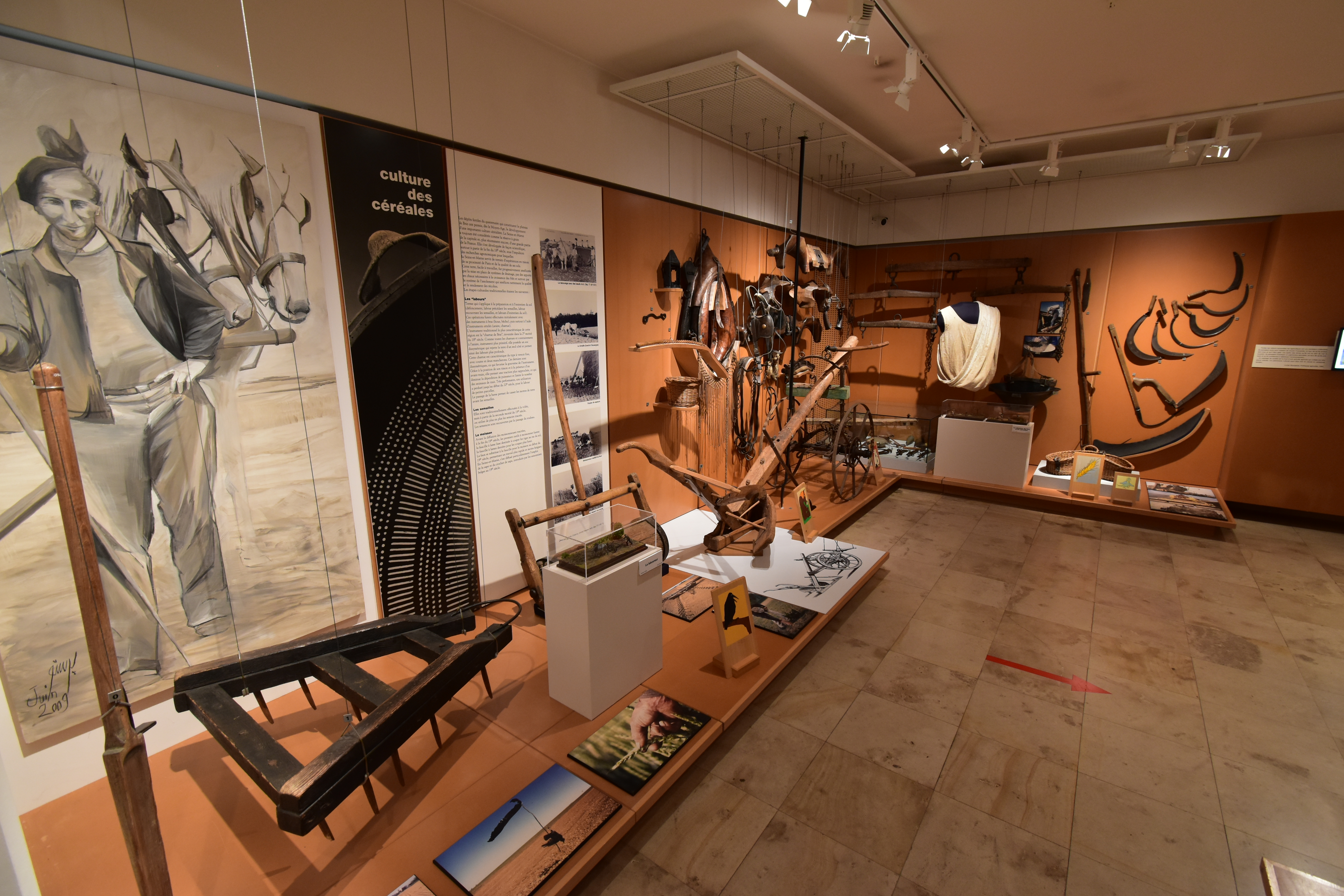
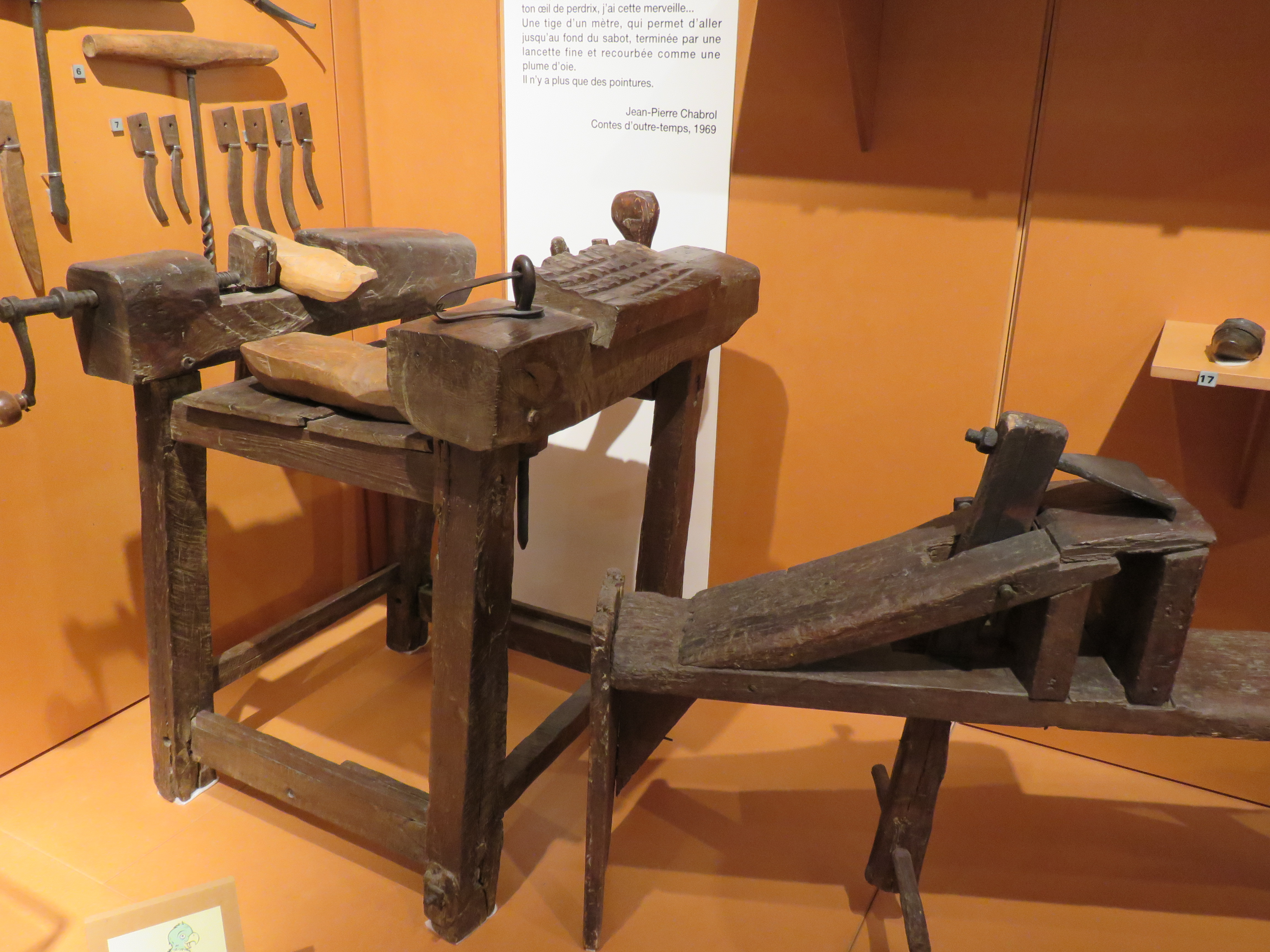
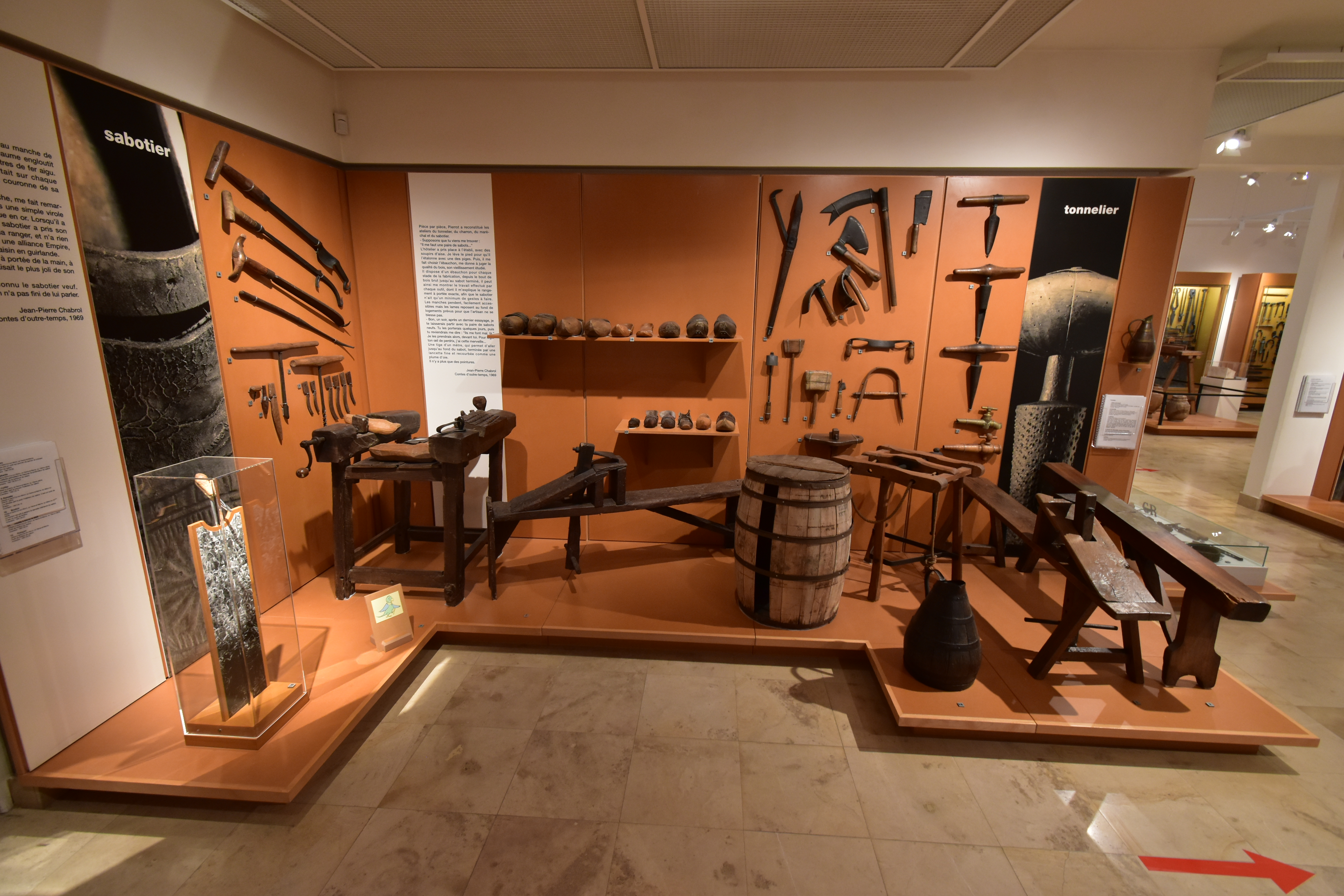
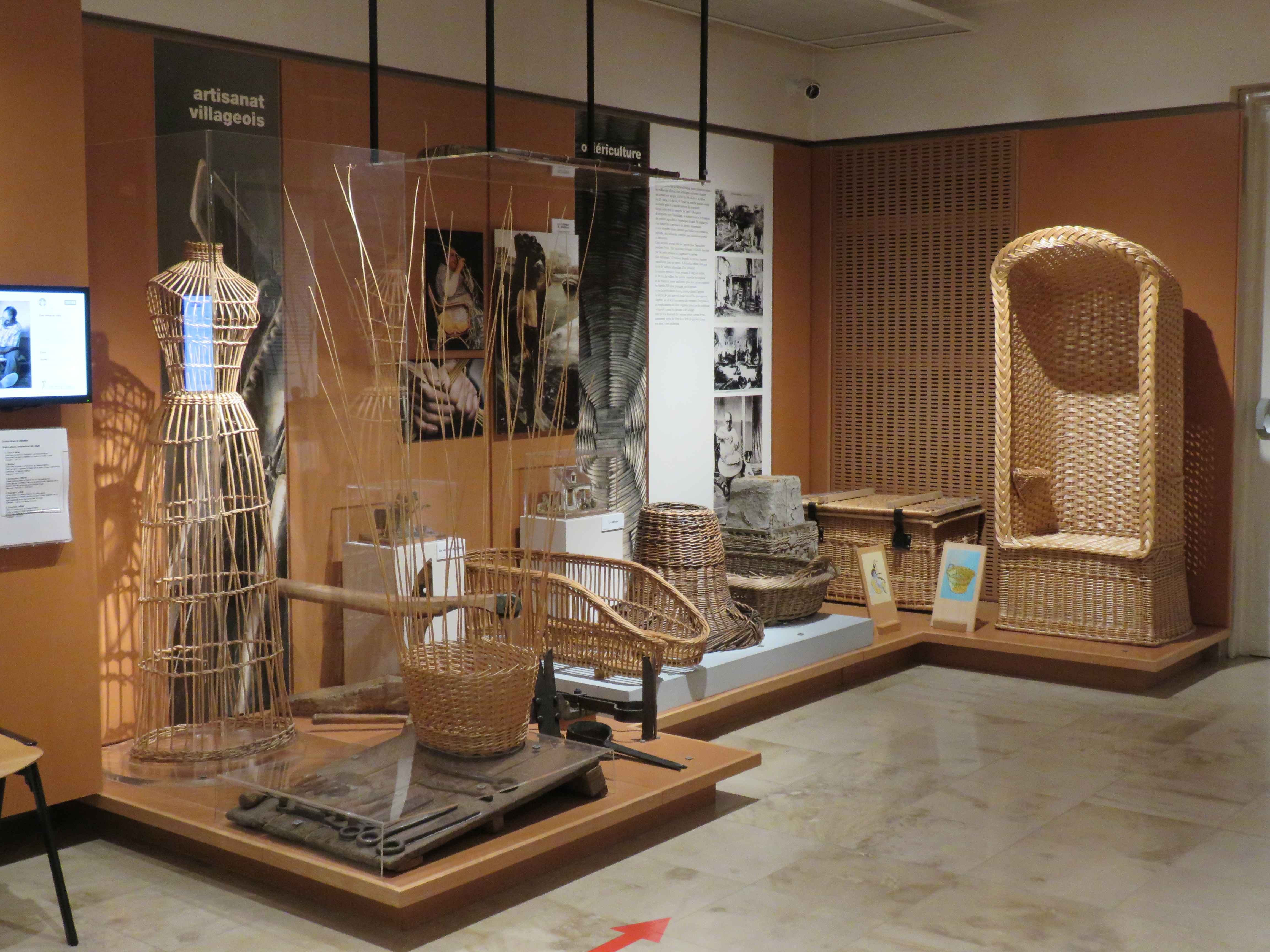
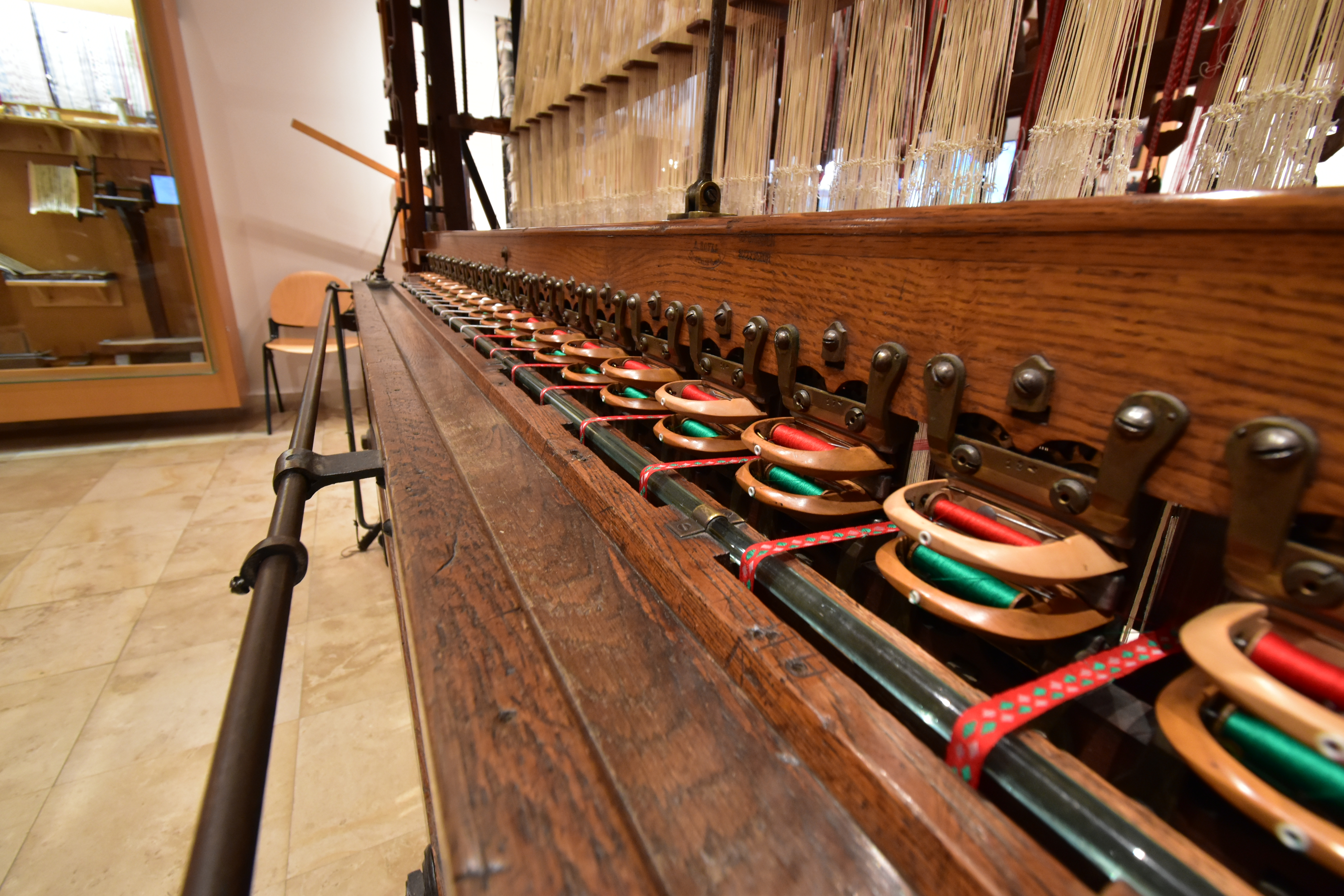